# Agnieszka Morawińska
Agnieszka Barbara Morawińska (ur. 29 czerwca 1944 w Warszawie) – polska historyk sztuki, krytyk sztuki; w latach 1991–1992 wiceminister kultury i sztuki, w latach 1993–1997 ambasador RP w Australii, w latach 2001–2010 dyrektor Zachęty Narodowej Galerii Sztuki, w latach 2010–2018 dyrektor Muzeum Narodowego w Warszawie.

## Życiorys
Jest córką muzeologa i dyplomaty Jana Morawińskiego. Również jej matka – Maria Morawińska-Brzezicka – związana była z muzealnictwem: była pierwszym dyrektorem Muzeum Sportu i Turystyki. Dziadkiem Agnieszki Morawińskiej był Kazimierz Zieleniewski.
Ukończyła studia w Instytucie Historii Sztuki Uniwersytetu Warszawskiego. Uzyskała następnie stopień doktora nauk humanistycznych (podczas przewodu doktorskiego przebywała w ramach stypendium na Harvard University). W latach 1976–1993 była kuratorem Galerii Sztuki Polskiej w Muzeum Narodowym w Warszawie, gdzie stworzyła nową Galerię Malarstwa Polskiego. Prowadziła wykłady na Akademii Sztuk Pięknych w Warszawie.
W latach 1991–1992 pełniła funkcję podsekretarza stanu w Ministerstwie Kultury i Sztuki. W latach 1993–1997 była ambasadorem RP w Australii, akredytowaną jednocześnie w Nowej Zelandii i Papui-Nowej Gwinei. Obejmując tę funkcję, stwierdziła, że jest „trochę feministką”, co nie zostało dobrze odebrane. Po latach przyznała: „Dziś powiedziałabym, że już całkiem jestem tą feministką, ale wtedy stereotypy na temat feministek były gorsze niż obecnie”.
Po powrocie do kraju pracowała jako kurator na Zamku Królewskim w Warszawie oraz jako wykładowca w warszawskiej Akademii Sztuk Pięknych. Autorka licznych wystaw, m.in. „Artystki polskie”, „Malarstwo polskie w czasach Fryderyka Chopina”, „Przedwiośnie. Polska 1880–1920” (prezentowanych w Brukseli podczas Europaliów 2001), „Inwazja Dźwięku” i inne.
W 2001 wygrała konkurs na dyrektora Galerii Zachęta. W październiku 2010 objęła natomiast stanowisko dyrektora Muzeum Narodowego w Warszawie. W maju 2018 złożyła dymisję, motywując ją brakiem efektywnej komunikacji z Ministerstwem Kultury i Dziedzictwa Narodowego.

## Odznaczenia
- Krzyż Oficerski Orderu Odrodzenia Polski (za wybitne zasługi dla kultury polskiej, za osiągnięcia w działalności na rzecz rozwoju muzealnictwa, 2012)[7][8]
- Złoty Medal „Zasłużony Kulturze Gloria Artis” (2005)[9]
- Odznaka Honorowa „Bene Merito” (2012)[10]
- Kawaler Orderu Sztuki i Literatury (Francja, 2014)[11]
- Kawaler Orderu Gwiazdy Włoch (Włochy, 2017)[12]
- Odznaka Honorowa Zasłużonego dla Warszawy (2024)[13]